# Parafia św. Michała Archanioła w Spiach
Parafia św. Michała Archanioła w  Wilczej Woli (Spiach) – parafia rzymskokatolicka znajdująca się w Spiach i należąca do diecezji sandomierskiej w dekanacie Raniżów. 

## Historia
Erygowana 25 stycznia 1773 roku. Prowadzą ją księża diecezjalni. Kościół parafialny pw. św. Michała Archanioła w Spiach wybudowany w 1905 roku. Do parafii należą Wilcza Wola-Spie, Bojanów, Gwoździec, część wsi Krzątka - Konefały, Korabina, Laski, Rusinów i Wilcza Wola.